# Liopasia teneralis
Liopasia teneralis là một loài bướm đêm trong họ Crambidae.